# Napoli Futsal Santa Maria Scafati
L'Associazione Sportiva Dilettantistica Napoli Futsal Santa Maria Scafati è stata una società italiana di Calcio a 5 con sede a Scafati.

## Storia
Nella stagione 2004/2005, l'allora S.S. Real Santa Maria acquisisce il titolo sportivo del Castellammare Five militante in serie C1. Nel 2005/2006 cambia denominazione in A.S.D. Futsal Club S. Maria la Carità e vincendo la coppa di categoria viene promossa in Serie B. Nella stagione 2008 cambia nuovamente nome in Scafati S. Maria C5, mentre al termine della stagione 2010-11 viene ripescata in Serie A2 pur essendo stata eliminata al secondo turno dei play-off.
La prima stagione in Serie A2 si conclude al decimo posto nel girone B, obbligando la società a guadagnarsi la permanenza nella cadetteria solo dopo aver sconfitto ai play out il Putignano.
Con l'obiettivo di disputare un campionato di vertice, nel giugno 2012 si registra l'assorbimento del Napoli Ma.Ma. (nato a sua volta dall'unione di A.S. Marigliano '94 con il Marcianise calcio a 5): nasce il Napoli Futsal Santa Maria Scafati. La neonata società tiene fede alle aspettative e dopo aver conquistato la Coppa Italia di categoria, sconfigge nei play-off Latina, Loreto Aprutino e Cagliari, guadagnando la Serie A.
La società tuttavia non si iscrive al massimo campionato, venendo assorbita dal Napoli Calcio a 5 che mantiene il proprio titolo e la categoria. 
Intenzionati a non veder sparire il calcio a 5 a Scafati, alcuni dirigenti decidono di proseguire l'attività agonistica e, ottenuto a titolo gratuito dall'ex presidente Longobardi il titolo sportivo della società, presentano richiesta di iscrizione al campionato di serie C1 campano. Il quadro societario prevede presidenti Francesco Palermo e Antimo Filetti, direttore sportivo Francesco Cesarano, allenatore Filippo Sansone mentre il main sponsor è "Planet Win 365". La squadra disputa un campionato positivo, chiudendo la stagione regolare al sesto posto che non è tuttavia sufficiente per accedere ai play-off. L'estate successiva la dirigenza cede il titolo sportivo a "L'Ancora Amalfi", cessando ogni attività sportiva.

## Cronistoria
| Cronistoria del Napoli Futsal Santa Maria Scafati |
| --- |
| - 1998 · Fondazione del Real Santa Maria. - 1998-99 · ? - 1999-00 · ? - 2000-01 · ? - 2001-02 · ? - 2002-03 · ? nel girone ? di Serie C2 Campania. Quarti di finale di Coppa Italia regionale. - 2003-04 · ? - 2004 · Rileva il titolo del Castellamare Five. - 2004-05 · ? - 2005 · Assume la denominazione FC Santa Maria La Carità. - 2005-06 · ? in Serie C1 Campania. Promossa in Serie B. Vince la fase nazionale di Coppa Italia regionale (1º titolo). - 2006-07 · 5ª nel girone F di Serie B. 1ª fase di Coppa Italia di Serie B. - 2007-08 · 5ª nel girone F di Serie B. Sedicesimi di finale di Coppa Italia di Serie B. - 2008 · Assume la denominazione Scafati Santa Maria C5. - 2008-09 · 9ª nel girone F di Serie B. Sedicesimi di finale di Coppa Italia di Serie B. - 2009-10 · 7ª nel girone F di Serie B. Sedicesimi di finale di Coppa Italia di Serie B. - 2010-11 · 3ª nel girone D di Serie B. Ripescata in Serie A2. 2º turno play-off promozione. Semifinalista di Coppa Italia di Serie B. - 2011-12 · 10ª nel girone B di Serie A2. Vince i play-out. - 2012 · Incorpora il Napoli Ma.Ma., assume la denominazione Napoli Futsal Santa Maria Scafati. - 2012-13 · 2ª nel girone B di Serie A2. Promossa in Serie A. Vince i play-off promozione. Vince la Coppa Italia di Serie A2 (1º titolo). - 2013 · Rinuncia alla Serie A e iscrizione in Serie C1 Campania. - 2013-14 · 6ª in Serie C1 Campania. - 2014 · Scioglimento della società. |

## Palmarès
- Coppa Italia di Serie A2: 1
  - 2012-13